# 扎木斯朗·桑布
扎木斯朗·桑布（1895年6月27日—1972年5月21日），蒙古族，今蒙古国中央省布林县人，蒙古政治家。

## 生平
桑布是普通牧民（「平民」，音译为“阿拉特”）的儿子。16岁时，他是一名市或省政府的干事。1922年，他加入蒙古人民革命党。
从1922年到1930年间，他在蒙古人民共和国的财政部任职。从1930年至1936年，他曾在不同的省担任党和政府的官员，其中包括在杭爱省、中央省、南戈壁省担任中央执行委员会委员。 1936年，他任农业和畜牧业部的司长。
从1937年至1946年，桑布任蒙古人民共和国驻苏联莫斯科的大使。1946年至1950年，任蒙古人民共和国外交部的司长。1950年至1952年，任蒙古人民共和国驻朝鲜民主主义人民共和国平壤的大使。1952年至1954年，任蒙古人民共和国外交部副部长，并在1953年或1954年出任蒙苏友好协会副主席。
1951年，桑布进入大人民呼拉尔，并在1954年7月7日当选大人民呼拉尔主席团主席。此后同在1954年，桑布当选为蒙古人民革命党中央委员会及政治局成员之一，并一直任至逝世。

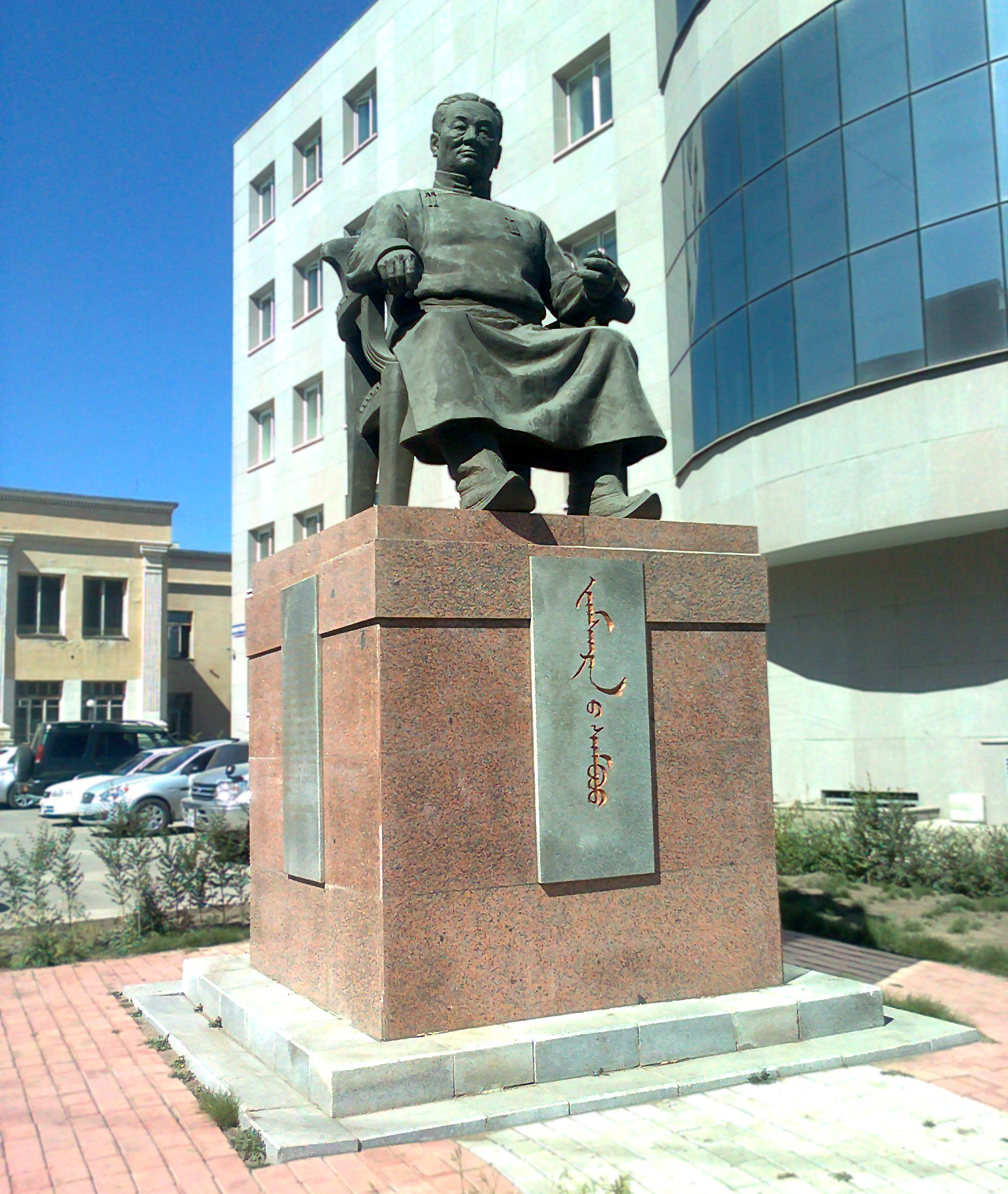
扎木斯朗·桑布的雕像

1972年5月21日，桑布因癌症病逝。同年5月24日，蒙古人民共和国为桑布举行了国葬。其纪念像立在国家宫的西北侧。